# Абдикулов Медербек
Медербек Абдикулович Абдикулов (15 січня 1921, село Темен-Суу, тепер Московського району Чуйської області, Киргизстан — 14 жовтня 1999, місто Бішкек, Киргизстан) — киргизький радянський діяч, секретар ЦК КП Киргизії, 1-й секретар Ошського обкому КП Киргизії, 1-й секретар ЦК ЛКСМ Киргизії. Депутат Верховної Рада Киргизької РСР 4-го скликання. Депутат Верховної Ради СРСР 5-го скликання.

## Життєпис
Народився в бідній селянській родині. У 1939 році закінчив Пржевальський зооветеринарний технікум Киргизької РСР.
У 1939—1940 роках — вчитель, завідувач навчальної частини, директор середньої школи в Киргизькій РСР.
У 1940 році — 1-й секретар районного комітету ЛКСМ Киргизії
У листопаді 1942 — серпні 1945 року — у Червоній армії, служив у 89-му запасному стрілецькому полку 32-ї запасної стрілецької дивізії Середньоазіатського військового округу. Член ВКП(б) з 1944 року.
У 1945—1947 роках — інструктор відділу тваринництва Фрунзенського обласного комітету КП(б) Киргизії.
У 1947—1948 роках — заступник завідувача відділу кадрів Іссик-Кульського обласного комітету КП(б) Киргизії.
У 1948—1949 роках — завідувач планово-фінансово-торговельного відділу Іссик-Кульського обласного комітету КП(б) Киргизії.
У 1949—1951 роках — слухач Вищої партійної школи при ЦК ВКП(б).
У 1951—1952 роках — секретар Фрунзенського обласного комітету КП(б) Киргизії.
У 1952 — 22 грудня 1955 року — 1-й секретар ЦК ЛКСМ Киргизії.
У січні 1956 — 21 березня 1958 року — секретар ЦК КП Киргизії.
У березні 1958 — березні 1960 року — 1-й секретар Ошського обласного комітету КП Киргизії.
Був директором Інституту історії КП Киргизії.
На 1962—1979 роки — заступник міністра народної освіти Киргизької РСР.
На 1980—1981 роки — заступник міністра вищої і середньої спеціальної освіти Киргизької РСР.
Потім — персональний пенсіонер. Помер 14 жовтня 1999 року.

## Звання
- молодший сержант
- майор

## Нагороди
- орден Трудового Червоного Прапора
- орден «Знак Пошани»
- медаль «За трудову доблесть»
- медалі
- знак «Відмінник освіти СРСР»
- «Заслужений працівник культури Киргизької РСР»
- Почесна грамота Верховної ради Киргизької РСР (1981)